# Il primo giorno di primavera e altri successi
| Recensione              | Giudizio |
| ----------------------- | -------- |
| Dizionario del Pop-Rock | [ 1 ]    |
| 24.000 dischi           | [ 2 ]    |

Il primo giorno di primavera e altri successi è un album compilation del gruppo musicale Dik Dik, pubblicato dalla casa discografica Dischi Ricordi nel novembre del 1969.

## Tracce
Lato A (LLNM 4512)
1. Il primo giorno di primavera – 3:20 (Mario Lavezzi, Cristiano Minellono, Mogol)
2. Tu non sai amare (That's the Way) – 2:50 (Billy Preston, Luciano Giacotto)
3. Era lei (It's Me That You Need) – 3:50 (Elton John, Bernie Taupin, Maurizio Vandelli)
4. Nel cuore, nell'anima – 2:55 (Lucio Battisti, Mogol)
5. Nuvola bianca – 3:09 (Mario Totaro, Giancarlo Sbriziolo)
6. Piccola arancia – 3:18 (Carlo Donida, Mogol)

Lato B (LLNM 4513)
1. Primavera, primavera – 3:30 (Damiano Dattoli, Mogol)
2. Sheila – 2:56 (Gabriele Balducci, Oreste Del Pino, Carlo Emanuele Trapani)
3. Senza lei – 3:30 (Mario Cantini, Franco De Bellis)
4. Il vento – 3:30 (Lucio Battisti, Mogol)
5. Eleonora credi (The Weight) – 3:00 (Robbie Robertson, Mogol)
6. Sogni proibiti – 3:00 (Mario Totaro, Giancarlo Sbriziolo)

## Formazione
- "Pietruccio" (Pietro Montalbetti) – voce, chitarra
- "Pepe" (Erminio Salvaderi) – voce, chitarra
- "Mario" (Mario Totaro) – tastiere
- "Lallo" (Giancarlo Sbriziolo) – voce, basso
- "Sergio" (Sergio Panno) – batteria

Note aggiuntive
- Mogol e Lucio Battisti – produzione (brani: Il primo giorno di primavera, Nel cuore, nell'anima, Nuvola bianca, Piccola arancia, Il vento e Eleonora credi)
- Maurizio Vandelli – produzione (brani: Primavera, primavera e Sogni proibiti)
- Lucio Battisti – arrangiamenti (brani: Il primo giorno di primavera, Nel cuore, nell'anima, Nuvola bianca, Piccola arancia, Il vento e Eleonora credi)
- Lucio Battisti – cori, chitarra acustica (brani: Il primo giorno di primavera, Nel cuore, nell'anima, Nuvola bianca e Il vento)
- Lucio Battisti – chitarra acustica ed elettrica (brano: Piccola arancia)
- Pino Presti – basso (brano: Il primo giorno di primavera)
- Natale Massara – direzione orchestra (brano: Nuvola bianca)

## Classifica
Singoli
| Anno      | Titolo del brano             | Classifica | Posizione raggiunta |
| --------- | ---------------------------- | ---------- | ------------------- |
| 1969      | Il primo giorno di primavera | Hit parade | 1                   |
| 1969/1970 | Primavera, primavera         | Hit parade | 16                  |